# Rouge (Yuna)
Rouge è il quarto album in studio internazionale (il settimo in totale) della cantante malese Yuna, pubblicato nel 2019.

## Tracce
1. Castaway (featuring Tyler, the Creator) – 4:29
2. Blank Marquee (featuring G-Eazy) – 3:40
3. (Not) The Love of My Life – 3:37
4. Teenage Heartbreak (with Miyavi) – 4:16
5. Pink Youth (with Little Simz) – 4:00
6. Forget About You – 4:28
7. Likes (with Kyle) – 3:35
8. Amy (with Masego) – 3:21
9. Does She (with Jay Park) – 3:22
10. Forevermore – 3:53
11. Tiada Akhir – 2:44